# ده اصل برای ایجاد یک سیستم ایدئولوژیک یکپارچه

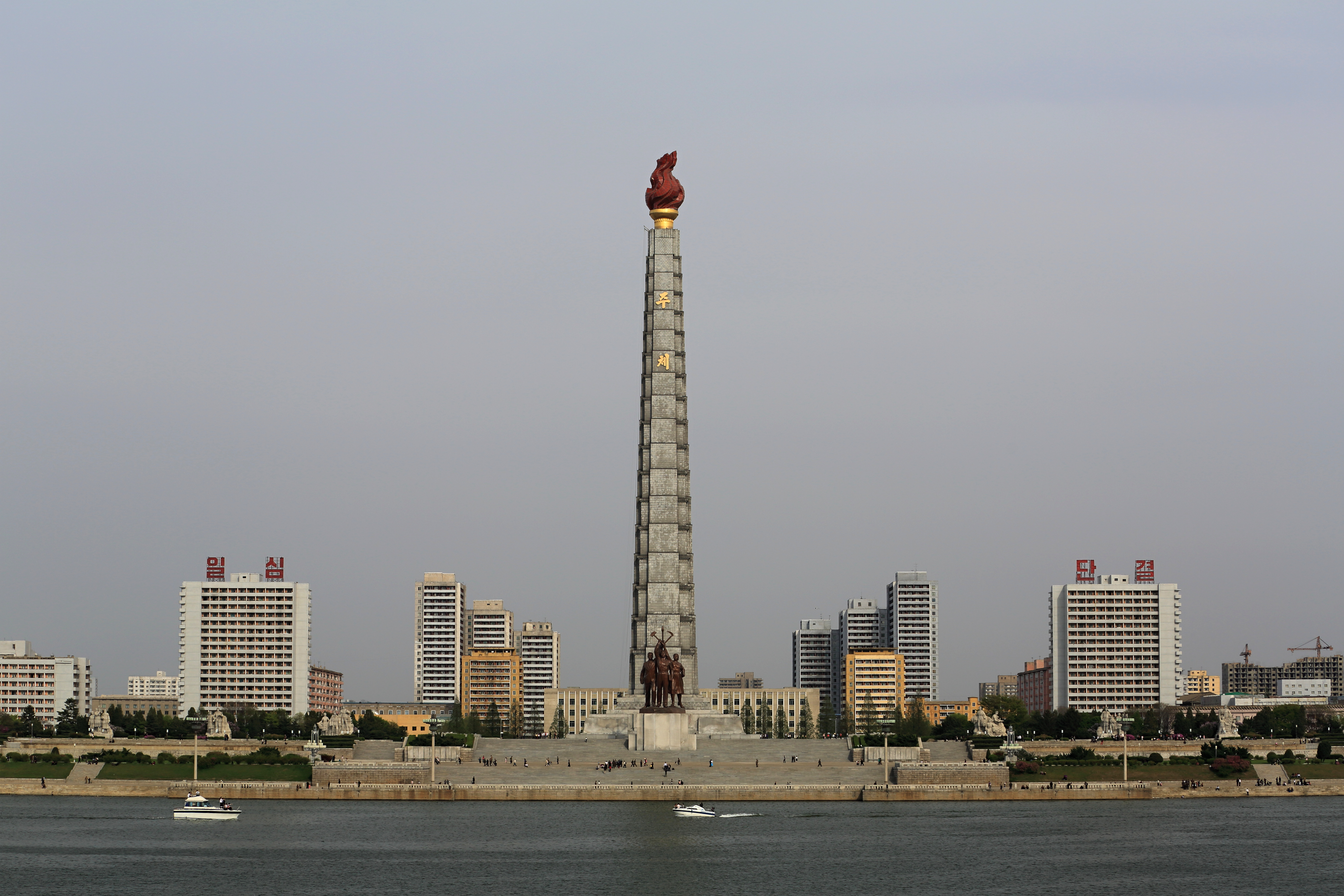
نمایی از برج جوچه، سمبل ایدئولوژیک یکپارچه در کرهٔ شمالی - ۲۰۱۲

ده اصل برای ایجاد یک سیستم ایدئولوژیک یکپارچه بخشی از ۶۵ بند رفتاری مردم کره شمالی است که توسط کیم یونگ جو، برادر بزرگتر کیم ایل-سونگ پیشنهاد شده‌است و در حزب کارگران کره - شمالی - که گرداننده رژیم کره شمالی است به ثبت رسیده.

## اصول
1. ما باید تمام اندیشه‌ها و تلاش خود را در پیروی از رهبر و رفیق بزرگمان (رفیق اصطلاح کمونیستی است برای یادکردن از هم فکران سیاسی) کیم ایل-سونگ قرار دهیم.
2. ما باید با تمام وجودمان از رهبر و رفیق بزرگمان کیم ایل-سونگ سپاس‌گزار باشیم.
3. ما باید با تمام وجودمان به برتری رهبر و رفیق بزرگمان کیم ایل-سونگ احترام بگذاریم.
4. ما باید با تمام وجودمان به رهبر و رفیق بزرگمان کیم ایل-سونگ ایمان داشته باشیم تا او ایمان ما را کامل کند.
5. ما باید با تمام وجود به اصل اطاعت بی قید و شرط از رهبر و رفیق بزرگان کیم ایل-سونگ پایبند باشیم.
6. ما باید تمام تلاش حزب خود را بر پیروی از رهبر و رفیق بزرگمان کیم ایل-سونگ قرار دهیم.
7. ما باید از رهبر و رفیق بزرگمان کیم ایل-سونگ بیاموزیم که چگونه بیندیشیم و چگونه زندگی کنیم و چگونه کار کنیم.
8. ما باید به زندگی سیاسی خود که اهدا شده از طرف رهبر و رفیق بزرگمان کیم ایل-سونگ است ارزش قائل شویم و همیشه از او قدر دانی کنیم.
9. ما باید سازماندهی قوی برای سیستم‌های نظامی و حزبی و مردمی داشته باشیم که فقط و فقط تحت رهبری رهبر و رفیق بزرگمان کیم ایل-سونگ فعالیت کند.
10. ما باید تا آخر زمان ایدئولوژی رهبر و رفیق بزرگمان کیم ایل-سونگ را نسل به نسل منتقل کنیم.